# Jerry Nadler
Jerrold Lewis (Jerry) Nadler (New York, 13 juni 1947) is een Amerikaans politicus en lid van het Huis van Afgevaardigden namens het 10e congresdistrict van de staat New York. Hij is lid van de Democratische Partij en zit sinds 1992 in het Huis. Nadler is sinds 2019 voorzitter van het House Judiciary Committee (Commissie voor Justitie) en was tussen 2017 en 2019 leider van de minderheid in die commissie.

## Vroege leven
Nadler werd geboren in een Joods gezin in Brooklyn als zoon van Miriam Schreiber en Emanuel "Max" Nadler. Nadler beschreef zijn vader als een dyed-in-the-wool Democrat (door de wol geverfde Democraat) die zijn pluimveebedrijf in New Jersey verloor toen de jongere Nadler zeven was. In zijn jeugd ging hij naar school bij Crown Heights Yeshiva, een Joodse school. Hij voltooide zijn middelbare school aan de Stuyvesant High School in 1965 (waar zijn partner in het debatteam de toekomstige wetenschapsfilosoof Alexander Rosenberg was en zijn succesvolle campagne voor studentenpresident werd geleid door de latere politiek auteur Dick Morris).
Nadler behaalde zijn Bachelor of Arts in 1969 aan de Columbia-universiteit, waar hij lid werd van de studentenvereniging Alpha Epsilon Pi. Na zijn afstuderen aan Columbia werkte Nadler als juridisch medewerker, eerst bij Corporation Trust Company in 1970, daarna het advocatenkantoor Morris, Levin en Shein in 1971. In 1972 was Nadler politiek medewerker in de New York State Assembly voordat hij later dat jaar ploegleider werd bij de Off-Track Betting Corporation in New York, een functie die hij zou bekleden totdat hij medewerker bij Morgan, Finnegan, Pine, Foley en Lee zou worden in 1976.
Tijdens het volgen van avondcursussen aan de rechtenfaculteit van Fordham University, werd Nadler voor het eerst verkozen in de New York Assembly in 1976. Hij behaalde zijn juridische graad bij Fordham in 1978.

## New York Assembly
Hij was lid van de New York State Assembly van 1977 tot 1992.
In 1985 was hij kandidaat voor Manhattan Borough President. maar verloor de Democratische voorverkiezingen van David Dinkins. In de algemene verkiezingen stelde hij zich alsnog kandidaat namens de New York Liberal Party en werd opnieuw verslagen door Dinkins.
In 1989 was hij kandidaat voor New York City Comptroller. In de Democratische voorverkiezingen verloor hij van Kings County district attorney Elizabeth Holtzman.
Nadler was oprichter en voorzitter van de ondercommissie voor massatransport en vrachtvervoer.

## Amerikaans Huis van Afgevaardigden

### Verkiezingen
In 1992 werd verwacht dat Ted Weiss herverkiesbaar zou zijn in het 8e District, dat vanaf de 17e was hernummerd. Weiss stierf echter een dag voor de voorverkiezingen. Nadler werd genomineerd om Weiss te vervangen. Hij was kandidaat in twee verkiezingen op verkiezingsdag: een speciale verkiezing voor de rest van de termijn van Weiss en een reguliere verkiezing voor een volledige termijn van twee jaar. Hij won beide, en is vervolgens twaalf keer herkozen zonder werkelijke tegenstand, en nooit met minder dan 75 procent van de stemmen in een van de meest democratische districten van het land. Het district werd hernummerd tot het 10e district in 2010.
Het 10e district omvat de westkant van Manhattan vanaf de Upper West Side tot Battery Park, inclusief het World Trade Center. Het omvat ook de Manhattan-wijken Chelsea, Hell's Kitchen en Greenwich Village, evenals delen van Brooklyn zoals Coney Island, Bensonhurst, Borough Park en Bay Ridge. Het omvat veel van de populairste toerististenattracties van New York, waaronder het Vrijheidsbeeld, de New York Stock Exchange, Brooklyn Bridge en Central Park.

### Ambtsperiode

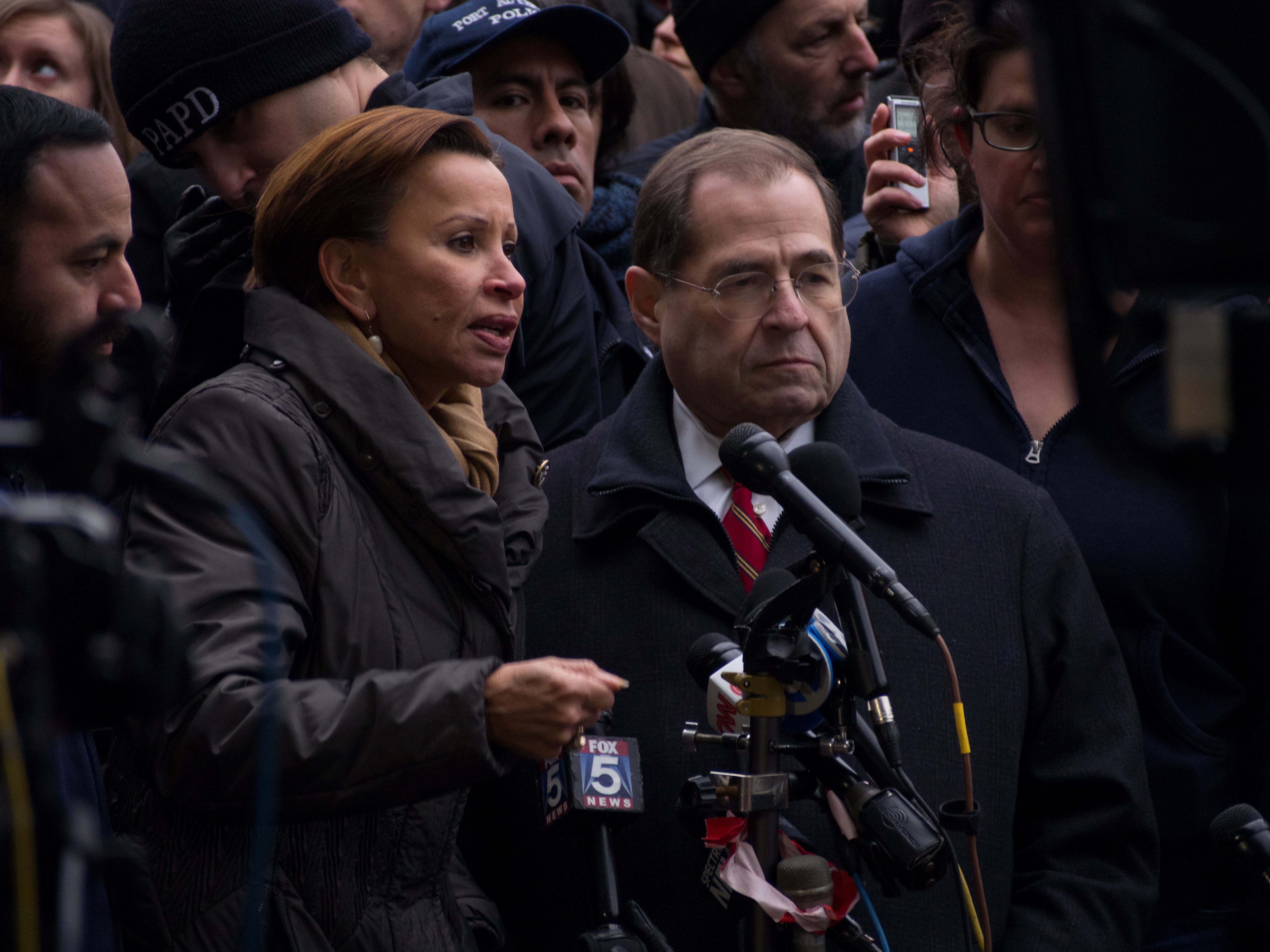
Nadler geeft een persconferentie met Nydia Velazquez tijdens het protest van John F. Kennedy International Airport 2017

Nadler is voorzitter van het US House Committee on the Judiciary (Huiscommissie voor Justitie) en is lid van de commissie voor Transport en Infrastructuur.
Ondanks eerdere pogingen om George W. Bush aan te klagen en af te laten zetten, heeft hij nooit hoorzittingen georganiseerd over beschuldigingen aan het adres van Bush of Dick Cheney, en zei in 2007 dat dit zinloos zou zijn en de presidentsverkiezingen zou afleiden. Tien dagen na een interview waarin hij dit benadrukte, na het indienen van artikelen van beschuldiging door vertegenwoordiger Dennis Kucinich, hield het voltallige House Judiciary Committee hoorzittingen die uitsluitend door C-SPAN werden behandeld met betrekking tot het proces. Een topambtenaar onder Ronald Reagan, Bruce Fein, was een van die getuigen voor die aanklacht.
In de aanloop naar de impeachment van Donald Trump stelde Nadler een "drieledige test" voor die "zou zorgen voor een legitieme afzettingsprocedure". Er zou sprake moeten zijn van dusdanig ernstige zaken, en het bewijs zou dusdanig overtuigend moeten zijn, dat zelfs enkele aanhangers van de president zouden moeten toegeven dat een afzettingsprocedure noodzakelijk is. Als wordt vastgesteld dat de president een onaantastbaar misdrijf heeft begaan, moeten wetgevers overwegen of een dergelijk misdrijf "voldoende ernstig is dat het de moeite waard is om het land door het trauma van een afzettingsprocedure te trekken," verklaarde Nadler.
Op 24 september 2019 diende Lance Gooden een resolutie in om Nadler uit zijn functie als voorzitter van het House Judiciary Committee te ontzetten onder beschuldiging van het beginnen van een afzettingsprocedure voordat het Huis de commissie toestemming daarvoor heeft verleend.

### Commissieopdrachten
- Committee on the Judiciary - Commissie voor Justitie (voorzitter)
  - Subcommittee on the Constitution, Civil Rights, and Civil Liberties
  - Subcommittee on Crime, Terrorism, and Homeland Security
- Committee on Transportation and Infrastructure - Commissie voor transport en infrastructuur
  - Subcommittee on Highways and Transit
  - Subcommittee on Railroads, Pipelines, and Hazardous Materials

### Caucus-lidmaatschappen
- Congressional Arts Caucus[22]
- Congresional Progressieve Caucus[23]
- Congressional Asian Pacific American Caucus[24]

## Politieke standpunten

### Toezicht
Nadler was ongelukkig met de goedkeuring van de compromiswet inzake de hervorming van het toezicht, de FISA-wijzigingswet van 2008, waarvan hij stelde dat "de bescherming van de grondwet wordt losgelaten en wetteloos gedrag wordt gevrijwaard van juridisch toezicht".

### Inkomstenbelastingen
Nadler vergeleek Obama's acceptatie van Republikeinse eisen om belastingverlagingen uit het Bush-tijdperk op het hoogste inkomensniveau uit te breiden, met iemand die door de menigte in elkaar wordt geslagen. Hij beweerde dat de Republikeinen de belastingverlaging voor de middenklasse alleen zouden toestaan als miljonairs en miljardairs ook een langetermijn-belastingverlaging zouden ontvangen.
Nadler heeft voorgesteld de inkomstenbelasting-schalen aan te passen om rekening te houden met verschillende regio's en hun kosten van levensonderhoud, wat het belastingtarief voor New Yorkers zou hebben verlaagd. Nadler is tegen het geven van belastingvoordelen aan mensen met een hoog inkomen, en zegt dat het land het zich niet kan veroorloven.

### Abortus
Nadler beloofde de Freedom of Choice Act opnieuw in te voeren tijdens de regering-Obama. Hij heeft een 100% rating van NARAL Pro-Choice America.

### Lhbt-rechten
Nadler ondersteunt het homohuwelijk en antidiscriminatiebescherming op grond van seksuele geaardheid en genderidentiteit.
In september 2009 introduceerde Nadler, samen met twee andere vertegenwoordigers, de Respect for Marriage Act, een wetsvoorstel in het Amerikaanse congres dat de Defence of Marriage Act zou hebben ingetrokken en de Amerikaanse federale regering verplicht de geldigheid ervan te erkennen.
In 2019 steunde Nadler de Equality Act, een wetsvoorstel dat de federale Civil Rights Act van 1964 zou uitbreiden om discriminatie op basis van seksuele geaardheid en genderidentiteit te verbieden.

### Immigratie
Toen het Huis in maart 2019 debatteerde over het veto van Trump over een maatregel die zijn uitroepen van een nationale noodtoestand aan de zuidelijke grens ongedaan maakte, zei Nadler: 'Ik ben ervan overtuigd dat de acties van de president onwettig en diep onverantwoordelijk zijn. Een kernwaarde van ons regeringssysteem en van democratieën over de hele wereld die honderden jaren teruggaan, is dat de uitvoerende macht niet eenzijdig belastinggeld kan uitgeven zonder toestemming van de wetgever."

### Israël
In december 2017 bekritiseerde Nadler het besluit van president Trump om de Amerikaanse ambassade op korte termijn naar Jeruzalem te verplaatsen, met als doel deze te erkennen als de hoofdstad van Israël. Nadler verklaarde: "Ik heb Jeruzalem al lang erkend als de historische hoofdstad van Israël en heb opgeroepen tot de uiteindelijke verplaatsing van de Amerikaanse ambassade naar Jeruzalem, de zetel van de Israëlische regering. Hoewel de aankondiging van president Trump eerder vandaag terecht de unieke gehechtheid van het Joodse volk aan Jeruzalem erkende, zijn de timing en omstandigheden rond deze beslissing zeer zorgwekkend."

### Hennep
In juli 2019 introduceerde Nadler de wet Marijuana Opportunity Reinvestment and Expungement (MORE) die onder andere hervormingen tot doel had om cannabis uit de Controlled Substances Act te verwijderen. Nadler stelde: "Het is hoog tijd om dit landelijk recht te zetten en het gebruik van marihuana te beschouwen als een kwestie van persoonlijke keuze en volksgezondheid, niet als crimineel gedrag." In november 2019 keurde het House Judiciary Committee het voorstel met 24 - 10 stemmen goed, waarmee het de eerste keer was dat een wetsvoorstel om het cannabisverbod te beëindigen ooit door een congrescommissie was gekomen.

### Stemgedrag
Nadler vertoont een liberaal stemgedrag in het Huis. Hij verwierf nationale bekendheid tijdens de afzettingsprocedure van Bill Clinton, toen hij het proces omschreef als partijdig.
Volgens het National Journal is Nadler een van de zeven leden van het Huis van Afgevaardigden die het meest liberal zijn.

## Privéleven
In 2002 en 2003 werd Nadler geopereerd, waardoor hij meer dan 50 kilo verloor.